# Nahual pallidus
Espèce
Synonymes
- Schizomus pallidus Rowland, 1975
- Stenochrus pallidus (Rowland, 1975)

Nahual pallidus est une espèce de schizomides de la famille des Hubbardiidae.

## Distribution
Cette espèce est endémique du Veracruz au Mexique. Elle se rencontre à Tlilapan, Atoyac et Amatlán de los Reyes.

## Description
Le mâle holotype mesure 5,5 mm et la femelle paratype 5,8 mm.

## Publication originale
- Rowland, 1975 : A partial revision of Schizomida (Arachnida), with descriptions of new species, genus, and family. Occasional papers of The Museum Texas Tech University, no 31, p. 1-21 (texte intégral).